# 第11回衆議院議員総選挙
第11回衆議院議員総選挙（だい11かいしゅうぎいんぎいんそうせんきょ）は、1912年（明治45年）5月15日に日本で行われた帝国議会（衆議院）議員の総選挙である。

## 概説
この選挙から沖縄県に初めて選挙区が設定された（先島諸島は不適用）。

## 選挙データ

### 内閣
- 第2次西園寺公望内閣

### 解散日
- 任期満了

1912年（明治45年）5月15日

### 公示日
- 1912年（明治45年）4月11日

### 投票日
- 1912年（明治45年）5月15日

### 改選数
- 381

### 選挙制度
- 大選挙区制（一部1人区制）
- 制限投票
  - 直接国税10円以上納税の満25歳以上の男性
  - 有権者　1,506,143

## 選挙結果

### 投票率
- 89.58%（前回比4.29%）

### 党派別獲得議席
- 立憲政友会　205議席[2]

総裁＝西園寺公望、幹事長＝野田卯太郎
- 立憲国民党　91議席[2]
- 中央倶楽部　29議席[2]
- 中立（無所属）　56議席[2]

## 議員

### 当選者
立憲政友会   立憲国民党   中央倶楽部   中立 
※北海道の「○○等」は○○の周辺の複数の支庁管内を示す。
| 北海道   | 札幌   | 浅羽靖       | 函館         | 平出喜三郎   | 小樽         | 高橋直治       |            |              |            |            |            |  |  |
| 北海道   | 函館等 | 内山吉太     | 札幌等       | 東武         | 根室等       | 木下成太郎     |            |              |            |            |            |  |  |
| 青森県   | 弘前   | 菊池武徳     | 青森         | 樋口喜輔     |              |                |            |              |            |            |            |  |  |
| 青森県   | 郡部   | 工藤善太郎   | 伊藤祐一     | 津島源右衛門 | 広沢弁二     |                |            |              |            |            |            |  |  |
| 岩手県   | 盛岡   | 原敬         |              |              |              |                |            |              |            |            |            |  |  |
| 岩手県   | 郡部   | 福田善三郎   | 工藤吉次     | 柵瀬軍之佐   | 阿部徳三郎   | 鈴木巌         |            |              |            |            |            |  |  |
| 宮城県   | 仙台   | 岩崎総十郎   |              |              |              |                |            |              |            |            |            |  |  |
| 宮城県   | 郡部   | 沢来太郎     | 田代進四郎   | 遠藤良吉     | 菅原傳       | 藤沢幾之輔     | 村松亀一郎 |              |            |            |            |  |  |
| 秋田県   | 秋田   | 井上広居     |              |              |              |                |            |              |            |            |            |  |  |
| 秋田県   | 郡部   | 町田忠治     | 榊田清兵衛   | 斎藤宇一郎   | 添田飛雄太郎 | 田中隆三       | 三浦盛徳   |              |            |            |            |  |  |
| 山形県   | 山形   | 戸狩権之助   | 米沢         | 小林源蔵     |              |                |            |              |            |            |            |  |  |
| 山形県   | 郡部   | 伊東知也     | 細梅三郎     | 長晴登       | 竹村欽次郎   | 斎藤三郎右衛門 | 佐藤信古   |              |            |            |            |  |  |
| 福島県   | 若松   | 日下義雄     |              |              |              |                |            |              |            |            |            |  |  |
| 福島県   | 郡部   | 堀切善兵衛   | 吉田定之助   | 鈴木万次郎   | 半谷清寿     | 鈴木寅彦       | 井深彦三郎 | 松本孫右衛門 | 河野広中   |            |            |  |  |
| 茨城県   | 水戸   | 小山田信蔵   |              |              |              |                |            |              |            |            |            |  |  |
| 茨城県   | 郡部   | 根本正       | 小久保喜七   | 宮古啓三郎   | 原脩次郎     | 飯田新右衛門   | 太田直次   | 相島勘次郎   | 関信之介   | 浜名信平   |            |  |  |
| 栃木県   | 宇都宮 | 石田仁太郎   |              |              |              |                |            |              |            |            |            |  |  |
| 栃木県   | 郡部   | 石川甚作     | 横田千之助   | 友常穀三郎   | 阿由葉鎗三郎 | 横尾輝吉       | 田村順之助 |              |            |            |            |  |  |
| 群馬県   | 前橋   | 竹越與三郎   | 高崎         | 矢島八郎     |              |                |            |              |            |            |            |  |  |
| 群馬県   | 郡部   | 武藤金吉     | 細野次郎     | 根岸峮太郎   | 日向輝武     | 葉住利蔵       | 須藤嘉吉   |              |            |            |            |  |  |
| 埼玉県   | 全県   | 指田義雄     | 田中左司馬   | 斎藤安雄     | 大島寛爾     | 粕谷義三       | 加藤政之助 | 斎藤珪次     | 福田又一   | 綾部惣兵衛 |            |  |  |
| 千葉県   | 全県   | 福澤桃介     | 鵜澤總明     | 吉植庄一郎   | 小林勝民     | 柏原文太郎     | 板倉中     | 加瀬禧逸     | 長島鷲太郎 | 鵜沢宇八   | 松元剛吉   |  |  |
| 神奈川県 | 横浜   | 島田三郎     | 若尾幾造     |              |              |                |            |              |            |            |            |  |  |
| 神奈川県 | 郡部   | 石渡秀吉     | 山宮藤吉     | 安村竹松     | 井上篤太郎   | 小泉又次郎     | 長谷川豊吉 |              |            |            |            |  |  |
| 山梨県   | 甲府   | 佐竹作太郎   |              |              |              |                |            |              |            |            |            |  |  |
| 山梨県   | 郡部   | 根津嘉一郎   | 市川文蔵     | 堀内啓治     | 手塚正次     |                |            |              |            |            |            |  |  |
| 東京府   | 東京   | 高木益太郎   | 蔵原惟郭     | 鈴木梅四郎   | 中島行孝     | 星野錫         | 黒須竜太郎 | 関直彦       | 三輪信次郎 | 古島一雄   | 稲茂登三郎 |  |  |
| 東京府   | 東京   | 松下軍治     |              |              |              |                |            |              |            |            |            |  |  |
| 東京府   | 郡部   | 高木正年     | 森久保作蔵   | 望月右内     | 漆昌巌       | 村野常右衛門   |            |              |            |            |            |  |  |
| 新潟県   | 新潟   | 若杉喜三郎   |              |              |              |                |            |              |            |            |            |  |  |
| 新潟県   | 郡部   | 川合直次     | 中野貫一     | 大竹貫一     | 高橋光威     | 目黒孝平       | 坂口仁一郎 | 増田義一     | 田辺熊一   | 川上淳一郎 | 加藤勝弥   |  |  |
| 新潟県   | 郡部   | 丸山豊治郎   | 佐野喜平太   | 佐渡         | 山本悌二郎   |                |            |              |            |            |            |  |  |
| 富山県   | 富山   | 岩田大中     | 高岡         | 木津太郎平   |              |                |            |              |            |            |            |  |  |
| 富山県   | 郡部   | 森丘覚平     | 武部其文     | 上埜安太郎   | 広瀬鎮之     | 野村嘉六       |            |              |            |            |            |  |  |
| 石川県   | 金沢   | 戸水寛人     |              |              |              |                |            |              |            |            |            |  |  |
| 石川県   | 郡部   | 山本七朗     | 米田穣       | 松田吉三郎   | 相川久太郎   | 真舘貞造       |            |              |            |            |            |  |  |
| 福井県   | 福井   | 八田裕二郎   |              |              |              |                |            |              |            |            |            |  |  |
| 福井県   | 郡部   | 大橋松二郎   | 吉田円助     | 熊谷五右衛門 | 高島茂平     |                |            |              |            |            |            |  |  |
| 長野県   | 長野   | 笠原忠造     |              |              |              |                |            |              |            |            |            |  |  |
| 長野県   | 郡部   | 風間礼助     | 矢島浦太郎   | 伊藤大八     | 小山完吾     | 岡部次郎       | 岩岡伊代治 | 翠川鉄三     | 小坂順造   | 山田禎三郎 |            |  |  |
| 岐阜県   | 岐阜   | 原真澄       |              |              |              |                |            |              |            |            |            |  |  |
| 岐阜県   | 郡部   | 安田伊左衛門 | 岡崎久次郎   | 高橋義信     | 牧野彦太郎   | 大野亀三郎     | 佐々木文一 | 早川六三郎   |            |            |            |  |  |
| 静岡県   | 静岡   | 尾崎元次郎   |              |              |              |                |            |              |            |            |            |  |  |
| 静岡県   | 郡部   | 杉山東太郎   | 伊東要蔵     | 清崟太郎     | 大橋頼摸     | 岩崎勲         | 松城兵作   | 松浦五兵衛   | 高柳覚太郎 | 鈴木辰次郎 |            |  |  |
| 愛知県   | 名古屋 | 石黒磐       | 安東敏之     |              |              |                |            |              |            |            |            |  |  |
| 愛知県   | 郡部   | 三輪市太郎   | 大口喜六     | 森田小六郎   | 徳倉六兵衛   | 鈴置倉次郎     | 清水市太郎 | 田中善立     | 河村寛裕   | 吉原祐太郎 | 春田祐清   |  |  |
| 愛知県   | 郡部   | 早川龍介     |              |              |              |                |            |              |            |            |            |  |  |
| 三重県   | 津     | 松本恒之助   | 四日市       | 井上敏夫     |              |                |            |              |            |            |            |  |  |
| 三重県   | 郡部   | 浜田国松     | 梅原亀七     | 尾崎行雄     | 岡八         | 辻寛           | 森茂生     | 川村曄       |            |            |            |  |  |
| 滋賀県   | 大津   | 村田虎次郎   |              |              |              |                |            |              |            |            |            |  |  |
| 滋賀県   | 郡部   | 柴田源左衛門 | 人見米次郎   | 中小路与平治 | 吉田虎之助   | 森川源吾       |            |              |            |            |            |  |  |
| 京都府   | 京都   | 中安信三郎   | 浜岡光哲     | 平井熊三郎   |              |                |            |              |            |            |            |  |  |
| 京都府   | 郡部   | 奥繁三郎     | 田中数之助   | 木村艮       | 岡田泰蔵     | 清水仁三郎     |            |              |            |            |            |  |  |
| 大阪府   | 大阪   | 岩下清周     | 七里清介     | 紫安新九郎   | 三谷軌秀     | 菊池侃二       | 中橋徳五郎 | 堺           | 大西五一郎 |            |            |  |  |
| 大阪府   | 郡部   | 岩崎安次郎   | 中辰之助     | 井阪光暉     | 本出保太郎   | 植場平         | 秋岡義一   |              |            |            |            |  |  |
| 兵庫県   | 神戸   | 松方幸次郎   | 野添宗三     | 姫路         | 大森与三次   |                |            |              |            |            |            |  |  |
| 兵庫県   | 郡部   | 柴崎鹿之助   | 肥塚龍       | 丸尾光春     | 伊藤英一     | 改野耕三       | 高鍋篤郎   | 横田孝史     | 小寺謙吉   | 安藤新太郎 | 平野亀之助 |  |  |
| 兵庫県   | 郡部   | 斎藤隆夫     |              |              |              |                |            |              |            |            |            |  |  |
| 奈良県   | 奈良   | 八木逸郎     |              |              |              |                |            |              |            |            |            |  |  |
| 奈良県   | 郡部   | 中山梅治郎   | 岩本平蔵     | 村井善四郎   | 奥山寛平     |                |            |              |            |            |            |  |  |
| 和歌山県 | 和歌山 | 阪本弥一郎   |              |              |              |                |            |              |            |            |            |  |  |
| 和歌山県 | 郡部   | 小山谷蔵     | 児玉亮太郎   | 岡崎邦輔     | 西風重遠     | 中村啓次郎     |            |              |            |            |            |  |  |
| 鳥取県   | 鳥取   | 浜本義顕     |              |              |              |                |            |              |            |            |            |  |  |
| 鳥取県   | 郡部   | 法橋善作     | 西谷金蔵     | 奥田柳蔵     |              |                |            |              |            |            |            |  |  |
| 島根県   | 松江   | 福岡世徳     |              |              |              |                |            |              |            |            |            |  |  |
| 島根県   | 郡部   | 恒松隆慶     | 島田俊雄     | 高橋久次郎   | 石田孝吉     | 小川蔵次郎     | 隠岐       | 原田赳城     |            |            |            |  |  |
| 岡山県   | 岡山   | 有森新吉     |              |              |              |                |            |              |            |            |            |  |  |
| 岡山県   | 郡部   | 豊福泰造     | 犬養毅       | 守屋此助     | 山谷虎三     | 福井三郎       | 小出五郎   | 西村丹治郎   | 坂本金弥   |            |            |  |  |
| 広島県   | 広島   | 串本康三     | 尾道         | 橋本太吉     |              |                |            |              |            |            |            |  |  |
| 広島県   | 郡部   | 花井卓蔵     | 佐々木仙一   | 井上角五郎   | 荒川五郎     | 湯浅凡平       | 桑原伊十郎 | 早速整爾     | 有田温三   | 金尾稜厳   | 森田俊佐久 |  |  |
| 山口県   | 下関   | 土井重吉     |              |              |              |                |            |              |            |            |            |  |  |
| 山口県   | 郡部   | 渡辺祐策     | 国光五郎     | 林永太       | 大岡育造     | 小河源一       | 金子圭介   | 久保通猷     |            |            |            |  |  |
| 徳島県   | 徳島   | 一坂俊太郎   |              |              |              |                |            |              |            |            |            |  |  |
| 徳島県   | 郡部   | 秋田清       | 川真田徳三郎 | 坂東勘五郎   | 中川虎之助   | 大久保弁太郎   |            |              |            |            |            |  |  |
| 香川県   | 高松   | 小田知周     | 丸亀         | 白川友一     |              |                |            |              |            |            |            |  |  |
| 香川県   | 郡部   | 林毅陸       | 三土忠造     | 増田穣三     | 小西和       | 松家徳二       |            |              |            |            |            |  |  |
| 愛媛県   | 松山   | 高野金重     |              |              |              |                |            |              |            |            |            |  |  |
| 愛媛県   | 郡部   | 才賀藤吉     | 渡邊修       | 武内作平     | 矢野荘三郎   | 清水隆徳       | 成田栄信   | 武市庫太     |            |            |            |  |  |
| 高知県   | 高知   | 光森徳治     |              |              |              |                |            |              |            |            |            |  |  |
| 高知県   | 郡部   | 片岡直温     | 白石直治     | 富田幸次郎   | 大石正巳     | 岡田栄         |            |              |            |            |            |  |  |
| 福岡県   | 福岡   | 鶴原定吉     | 久留米       | 有馬秀雄     | 門司         | 土方千種       | 小倉       | 友枝梅次郎   |            |            |            |  |  |
| 福岡県   | 郡部   | 樋口典常     | 野田卯太郎   | 蔵内次郎作   | 吉原正隆     | 富安保太郎     | 的野半介   | 加藤新次郎   | 永江純一   | 大内暢三   | 大原義剛   |  |  |
| 佐賀県   | 佐賀   | 江副靖臣     |              |              |              |                |            |              |            |            |            |  |  |
| 佐賀県   | 郡部   | 武富時敏     | 川原茂輔     | 狩野雄一     | 八坂甚八     | 松田正久       |            |              |            |            |            |  |  |
| 長崎県   | 長崎   | 永見寛二     |              |              |              |                |            |              |            |            |            |  |  |
| 長崎県   | 郡部   | 中倉万次郎   | 横山寅一郎   | 帆足隼太郎   | 則元由庸     | 本田恒之       | 田川大吉郎 | 対馬         | 早川鉄冶   |            |            |  |  |
| 熊本県   | 熊本   | 山田珠一     |              |              |              |                |            |              |            |            |            |  |  |
| 熊本県   | 郡部   | 井手三郎     | 守山又三     | 松村時次     | 安達謙蔵     | 高田露         | 渡辺国重   | 原田十衛     | 江藤哲蔵   |            |            |  |  |
| 大分県   | 全県   | 元田肇       | 木下謙次郎   | 津末良介     | 箕浦勝人     | 松田源治       | 秋本豊之進 |              |            |            |            |  |  |
| 宮崎県   | 全県   | 水間此農夫   | 塚本常弥     | 浜田政壮     | 肥田景之     |                |            |              |            |            |            |  |  |
| 鹿児島県 | 鹿児島 | 飛岡卯一郎   |              |              |              |                |            |              |            |            |            |  |  |
| 鹿児島県 | 郡部   | 長谷場純孝   | 柚木慶二     | 平田禎       | 奥田栄之進   | 肥後静雄       | 志々目藤彦 | 武満義雄     | 大島       | 麓純義     |            |  |  |
| 沖縄県   | 全県   | 高嶺朝教     | 岸本賀昌     |              |              |                |            |              |            |            |            |  |  |

#### 補欠当選等
立憲政友会   立憲国民党   中央倶楽部   無所属団・立憲同志会   亦政会・中正会   中立 
| 年                                                                                    | 月日  | 選挙区            | 選出     | 新旧別 | 当選者       | 所属党派   | 欠員           | 所属党派   | 欠員事由             |
| ------------------------------------------------------------------------------------- | ----- | ----------------- | -------- | ------ | ------------ | ---------- | -------------- | ---------- | -------------------- |
| 1912                                                                                  | 6.18  | 静岡県郡部        | 繰上補充 | 新     | 小泉策太郎   | 立憲政友会 | 鈴木辰次郎     | 立憲政友会 | 1912.6.5辞職         |
| 1912                                                                                  | 7.26  | 三重県郡部        | 繰上補充 | 新     | 加賀卯之吉   | 中央倶楽部 | 梅原亀七       | 中立       | 1912.7.2辞職         |
| 1912                                                                                  | 8.15  | 宮崎県            | 繰上補充 | 新     | 瀬戸山清彦   | 立憲政友会 | 塚本常弥       | 立憲政友会 | 1912.7.31死去        |
| 1912                                                                                  | 11.20 | 静岡県郡部        | 繰上補充 | 元     | 青地雄太郎   | 立憲国民党 | 大橋頼摸       | 立憲政友会 | 1912.11.5死去        |
| 1912                                                                                  | 11.27 | 広島県郡部        | 繰上補充 | 元     | 望月圭介     | 立憲政友会 | 桑原伊十郎     | 中央倶楽部 | 1912.11.13辞職       |
| 1912                                                                                  | 12.10 | 広島県郡部        | 繰上補充 | 新     | 山道襄一     | 中央俱楽部 | 湯浅凡平       | 立憲政友会 | 1912.12.4辞職        |
| 1912                                                                                  | 12.12 | 千葉県            | 繰上補充 | 元     | 関和知       | 立憲国民党 | 松元剛吉       | 中立       | 1912.11.27辞職       |
| 1912                                                                                  | 12.14 | 大阪市            | 繰上補充 | 元     | 石橋為之助   | 中立       | 中橋徳五郎     | 中立       | 1912.12.2辞職        |
| 1912                                                                                  | 12.18 | 愛媛県郡部        | 繰上補充 | 元     | 村松恒一郎   | 立憲国民党 | 成田栄信       | 立憲政友会 | 1912.12.10選挙法違反 |
| 1912                                                                                  | 12.20 | 愛知県郡部        | 繰上補充 | 元     | 福岡精一     | 立憲政友会 | 徳倉六兵衛     | 立憲政友会 | 1912.12.5選挙法違反  |
| 1912                                                                                  | 12.21 | 神奈川県郡部      | 繰上補充 | 元     | 福井準造     | 立憲政友会 | 長谷川豊吉     | 中立       | 1912.12.10選挙法違反 |
| 1913                                                                                  | 1.6   | 愛知県郡部        | 繰上補充 | 元     | 三浦逸平     | 立憲国民党 | 河村寛裕       | 立憲政友会 | 1912.12.19選挙法違反 |
| 1913                                                                                  | 2.3   | 神奈川県郡部      | 繰上補充 | 元     | 神藤才一     | 中立       | 石渡秀吉       | 中立       | 1913.1.27選挙法違反  |
| 1913                                                                                  | 2.8   | 大分県            | 繰上補充 | 元     | 三浦覚一     | 立憲政友会 | 秋本豊之進     | 中立       | 1913.1.28選挙法違反  |
| 1913                                                                                  | 2.22  | 富山県郡部        | 繰上補充 | 新     | 田中清文     | 立憲国民党 | 広瀬鎮之       | 立憲政友会 | 1913.2.17選挙法違反  |
| 1913                                                                                  | 2.28  | 兵庫県郡部        | 繰上補充 | 元     | 水野正巳     | 立憲国民党 | 柴崎鹿之助     | 無所属団   | 1913.2.20選挙法違反  |
| 1913                                                                                  | 5.10  | 群馬県郡部        | 繰上補充 | 元     | 中島祐八     | 立憲国民党 | 細野次郎       | 亦政会     | 1913.5.1辞職         |
| 1913                                                                                  | 5.10  | 佐賀県郡部        | 繰上補充 | 新     | 長谷川敬一郎 | 立憲政友会 | 八坂甚八       | 無所属団   | 1913.5.3辞職         |
| 1913                                                                                  | 5.20  | 長野県郡部        | 繰上補充 | 元     | 小川平吉     | 立憲政友会 | 山田禎三郎     | 無所属団   | 1913.5.14辞職        |
| 1913                                                                                  | 5.22  | 三重県郡部        | 繰上補充 | 新     | 松本宗吾     | 立憲政友会 | 岡八           | 無所属団   | 1913.5.9辞職         |
| 1913                                                                                  | 12.5  | 群馬県郡部        | 補欠選挙 | 元     | 高津仲次郎   | 立憲政友会 | 中島祐八       | 立憲国民党 | 1913.11.14死去       |
| 1913                                                                                  | 12.26 | 山形県郡部        | 補欠選挙 | 新     | 熊谷直太     | 立憲政友会 | 斎藤三郎右衛門 | 立憲国民党 | 1913.12.3死去        |
| 1914                                                                                  | 2.9   | 佐賀県郡部        | 補欠選挙 | 新     | 西英太郎     | 立憲同志会 | 松田正久       | 立憲政友会 | 1914.1.19叙男爵      |
| 1914                                                                                  | 4.22  | 鹿児島県郡部      | 補欠選挙 | 新     | 床次竹二郎   | 立憲政友会 | 長谷場純孝     | 立憲政友会 | 1914.3.15死去        |
| 1914                                                                                  | 4.27  | 函館外 三支庁管内 | 補欠選挙 | 新     | 園田実徳     | 立憲政友会 | 内山吉太       | 立憲政友会 | 1914.3.26辞職        |
| 1914                                                                                  | 5.5   | 岐阜県郡部        | 補欠選挙 | 新     | 坂口拙三     | 立憲同志会 | 大野亀三郎     | 立憲同志会 | 1914.4.7死去         |
| 1914                                                                                  | 5.21  | 東京市            | 補欠選挙 | 新     | 片桐酉次郎   | 中正会     | 中島行孝       | 中正会     | 1914.5.1死去         |
| 1914                                                                                  | 6.16  | 熊本県郡部        | 補欠選挙 | 新     | 平山岩彦     | 立憲同志会 | 守山又三       | 立憲同志会 | 1914.5.30辞職        |
| 1914                                                                                  | 7.23  | 岡山県郡部        | 補欠選挙 | 新     | 犬飼源太郎   | 立憲国民党 | 坂本金弥       | 立憲同志会 | 1914.6.26辞職        |
| 1914                                                                                  | 8.30  | 沖縄県            | 補欠選挙 | 新     | 護得久朝惟   | 立憲政友会 | 高嶺朝教       | 立憲政友会 | 1914.8.1辞職         |
| 1914                                                                                  | 11.11 | 福岡市            | 補欠選挙 | 新     | 安川敬一郎   | 中立       | 鶴原定吉       | 立憲政友会 | 1914.10.26辞職       |
| 1914                                                                                  | 11.15 | 札幌区            | 補欠選挙 | 新     | 松田学       | 立憲同志会 | 浅羽靖         | 立憲同志会 | 1914.10.22死去       |
| 1914                                                                                  | 11.18 | 埼玉県            | 補欠選挙 | 新     | 長島隆二     | 立憲同志会 | 田中左司馬     | 立憲国民党 | 1914.10.16死去       |
| 1914                                                                                  | 11.30 | 山梨県郡部        | 補欠選挙 | 新     | 宇佐美一宝   | 立憲同志会 | 手塚正次       | 立憲政友会 | 1914.11.7辞職        |
| 出典：衆議院・参議院編『議会制度百年史 - 院内会派編衆議院の部』大蔵省印刷局、1990年。 |       |                   |          |        |              |            |                |            |                      |

### 初当選
計176名
立憲政友会
90名
- 平出喜三郎（函館区）
- 木下成太郎（根室外三支庁管内）
- 樋口喜輔（青森市）
- 工藤善太郎（青森県郡部）
- 伊藤祐一（青森県郡部）
- 津島源右衛門（青森県郡部）
- 広沢弁二（青森県郡部）
- 工藤吉次（岩手県郡部）
- 鈴木巌（岩手県郡部）
- 岩崎総十郎（仙台市）
- 田代進四郎（宮城県郡部）
- 田中隆三（秋田県郡部）
- 細梅三郎（山形県郡部）
- 佐藤信古（山形県郡部）
- 堀切善兵衛（福島県郡部）
- 吉田定之助（福島県郡部）
- 井深彦三郎（福島県郡部）
- 石川甚作（栃木県郡部）
- 横田千之助（栃木県郡部）
- 友常穀三郎（栃木県郡部）
- 指田義雄（埼玉県）
- 大島寛爾（埼玉県）
- 福澤桃介（千葉県）

- 若尾幾造（横浜市）
- 安村竹松（神奈川県郡部）
- 井上篤太郎（神奈川県郡部）
- 堀内啓治（山梨県郡部）
- 若杉喜三郎（新潟市）
- 丸山豊治郎（新潟県郡部）
- 佐野喜平太（新潟県郡部）
- 岩田大中（富山市）
- 木津太郎平（高岡市）
- 広瀬鎮之（富山県郡部）
- 山本七朗（石川県郡部）
- 八田裕二郎（福井市）
- 大橋松二郎（福井県郡部）
- 熊谷五右衛門（福井県郡部）
- 高島茂平（福井県郡部）
- 笠原忠造（長野市）
- 風間礼助（長野県郡部）
- 小山完吾（長野県郡部）
- 岡部次郎（長野県郡部）
- 岩岡伊代治（長野県郡部）
- 小坂順造（長野県郡部）
- 牧野彦太郎（岐阜県郡部）
- 早川六三郎（岐阜県郡部）

- 岩崎勲（静岡県郡部）
- 松城兵作（静岡県郡部）
- 石黒磐（名古屋市）
- 三輪市太郎（愛知県郡部）
- 森田小六郎（愛知県郡部）
- 徳倉六兵衛（愛知県郡部）
- 田中善立（愛知県郡部）
- 吉原祐太郎（愛知県郡部）
- 森川源吾（滋賀県郡部）
- 高鍋篤郎（兵庫県郡部）
- 岩本平蔵（奈良県郡部）
- 児玉亮太郎（和歌山県郡部）
- 西風重遠（和歌山県郡部）
- 福岡世徳（松江市）
- 小川蔵次郎（島根県郡部）
- 小出五郎（岡山県郡部）
- 佐々木仙一（広島県郡部）
- 土井重吉（下関市）
- 渡辺祐策（山口県郡部）
- 金子圭介（山口県郡部）
- 一坂俊太郎（徳島市）
- 白川友一（丸亀市）
- 増田穣三（香川県郡部）

- 矢野荘三郎（愛媛県郡部）
- 成田栄信（愛媛県郡部）
- 光森徳治（高知市）
- 白石直治（高知県郡部）
- 岡田栄（高知県郡部）
- 鶴原定吉（福岡市）
- 友枝梅次郎（小倉市）
- 樋口典常（福岡県郡部）
- 吉原正隆（福岡県郡部）
- 加藤新次郎（福岡県郡部）
- 江副靖臣（佐賀市）
- 則元由庸（長崎県郡部）
- 早川鉄冶（対馬）
- 塚本常弥（宮崎県）
- 浜田政壮（宮崎県）
- 飛岡卯一郎（鹿児島市）
- 平田禎（鹿児島県郡部）
- 肥後静雄（鹿児島県郡部）
- 志々目藤彦（鹿児島県郡部）
- 高嶺朝教（沖縄県）
- 岸本賀昌（沖縄県）

立憲国民党
42名
- 福田善三郎（岩手県郡部）
- 井上広居（秋田市）
- 町田忠治（秋田県郡部）
- 伊東知也（山形県郡部）
- 半谷清寿（福島県郡部）
- 原脩次郎（茨城県郡部）
- 相島勘次郎（茨城県郡部）
- 田中左司馬（埼玉県）
- 小林勝民（千葉県）
- 柏原文太郎（千葉県）

- 鵜沢宇八（千葉県）
- 山宮藤吉（神奈川県郡部）
- 市川文蔵（山梨県郡部）
- 黒須竜太郎（東京市）
- 川合直次（新潟県郡部）
- 中野貫一（新潟県郡部）
- 目黒孝平（新潟県郡部）
- 増田義一（新潟県郡部）
- 川上淳一郎（新潟県郡部）
- 森丘覚平（富山県郡部）

- 野村嘉六（富山県郡部）
- 吉田円助（福井県郡部）
- 杉山東太郎（静岡県郡部）
- 大口喜六（愛知県郡部）
- 人見米次郎（滋賀県郡部）
- 中小路与平治（滋賀県郡部）
- 清水仁三郎（京都府郡部）
- 紫安新九郎（大阪市）
- 大森与三次（姫路市）
- 柴崎鹿之助（兵庫県郡部）

- 伊藤英一（兵庫県郡部）
- 横田孝史（兵庫県郡部）
- 平野亀之助（兵庫県郡部）
- 斎藤隆夫（兵庫県郡部）
- 中山梅治郎（奈良県郡部）
- 奥山寛平（奈良県郡部）
- 豊福泰造（岡山県郡部）
- 山谷虎三（岡山県郡部）
- 小西和（香川県郡部）
- 土方千種（門司市）

- 狩野雄一（佐賀県郡部）
- 本田恒之（長崎県郡部）

中央俱楽部
5名
- 岩崎安次郎（大阪府郡部）
- 桑原伊十郎（広島県郡部）
- 八坂甚八（佐賀県郡部）
- 井手三郎（熊本県郡部）
- 渡辺国重（熊本県郡部）

中立
39名
- 小林源蔵（米沢市）
- 竹村欽次郎（山形県郡部）
- 太田直次（茨城県郡部）
- 阿由葉鎗三郎（栃木県郡部）
- 葉住利蔵（群馬県郡部）
- 石渡秀吉（神奈川県郡部）
- 鈴木梅四郎（東京市）
- 中島行孝（東京市）
- 星野錫（東京市）
- 山田禎三郎（長野県郡部）

- 原真澄（岐阜市）
- 安田伊左衛門（岐阜県郡部）
- 岡崎久次郎（岐阜県郡部）
- 尾崎元次郎（静岡市）
- 河村寛裕（愛知県郡部）
- 梅原亀七（三重県郡部）
- 岡八（三重県郡部）
- 柴田源左衛門（滋賀県郡部）
- 平井熊三郎（京都市）
- 中橋徳五郎（大阪市）

- 松方幸次郎（神戸市）
- 丸尾光春（兵庫県郡部）
- 小山谷蔵（和歌山県郡部）
- 浜本義顕（鳥取市）
- 法橋善作（鳥取県郡部）
- 島田俊雄（島根県郡部）
- 有森新吉（岡山市）
- 湯浅凡平（広島県郡部）
- 有田温三（広島県郡部）
- 国光五郎（山口県郡部）

- 林永太（山口県郡部）
- 久保通猷（山口県郡部）
- 秋田清（徳島県郡部）
- 小田知周（高松市）
- 林毅陸（香川県郡部）
- 高野金重（松山市）
- 有馬秀雄（久留米市）
- 津末良介（大分県）
- 秋本豊之進（大分県）

### 返り咲き・復帰
計30名
立憲政友会
16名
- 内山吉太（函館外三支庁管内）
- 菊池武徳（弘前市）
- 日下義雄（若松市）
- 松本孫右衛門（福島県郡部）
- 田村順之助（栃木県郡部）

- 斎藤安雄（埼玉県）
- 加藤勝弥（新潟県郡部）
- 武部其文（富山県郡部）
- 相川久太郎（石川県郡部）
- 辻寛（三重県郡部）

- 田中数之助（京都府郡部）
- 串本康三（広島市）
- 永見寛二（長崎市）
- 帆足隼太郎（長崎県郡部）
- 江藤哲蔵（熊本県郡部）

- 麓純義（大島）

立憲国民党
5名
- 鈴木万次郎（福島県郡部）
- 横尾輝吉（栃木県郡部）
- 真舘貞造（石川県郡部）
- 武内作平（愛媛県郡部）
- 大原義剛（福岡県郡部）

中央俱楽部
5名
- 七里清介（大阪市）
- 中辰之助（大阪府郡部）
- 高橋久次郎（島根県郡部）
- 原田赳城（隠岐）
- 松村時次（熊本県郡部）

中立
4名
- 矢島八郎（高崎市）
- 長谷川豊吉（神奈川県郡部）
- 松浦五兵衛（静岡県郡部）
- 清水隆徳（愛媛県郡部）

### 引退・不出馬・落選
計200名
立憲政友会
111名
- 遠藤吉平（函館外三支庁管内）
- 白石義郎（根室外三支庁管内）
- 石郷岡文吉（弘前市）
- 大坂金助（青森市）
- 市田兵七（青森県郡部）
- 竹内清明（青森県郡部）
- 阿部政太郎（青森県郡部）
- 寺井純司（青森県郡部）
- 村上先（岩手県郡部）
- 高橋嘉太郎（岩手県郡部）
- 斎藤二郎（宮城県郡部）
- 大縄久雄（秋田市）
- 阿部孫左衛門（山形県郡部）
- 西沢定吉（山形県郡部）
- 星一（福島県郡部）
- 柏原左源太（福島県郡部）
- 佐治幸平（福島県郡部）
- 佐々木鉄太郎（福島県郡部）
- 矢島中（宇都宮市）
- 小林庄一郎（栃木県郡部）
- 江原節（栃木県郡部）
- 高久倉蔵（栃木県郡部）
- 阪泰碩（埼玉県）

- 宮内翁助（埼玉県）
- 塚田啓太郎（埼玉県）
- 稲村辰次郎（千葉県）
- 千葉禎太郎（千葉県）
- 五十嵐敬止（千葉県）
- 福井準造（神奈川県郡部）
- 田中亀之助（神奈川県郡部）
- 黄金井為造（神奈川県郡部）
- 森国造（山梨県郡部）
- 渡辺勘十郎（東京市）
- 山際敬雄（新潟県郡部）
- 青柳信五郎（新潟県郡部）
- 筏井甚吉（高岡市）
- 伊東祐賢（富山県郡部）
- 駒田小次郎（石川県郡部）
- 橋本次六（石川県郡部）
- 小池靖一（石川県郡部）
- 鷲田土三郎（福井市）
- 笠川継孝（福井県郡部）
- 丹尾頼馬（福井県郡部）
- 名村忠治（福井県郡部）
- 水品平右衛門（長野市）
- 安川保次郎（長野県郡部）

- 渡邊千冬（長野県郡部）
- 小川平吉（長野県郡部）
- 上柳喜右衛門（長野県郡部）
- 古井由之（岐阜県郡部）
- 花村覚三郎（岐阜県郡部）
- 松本君平（静岡市）
- 大野久次（静岡県郡部）
- 築山和一（愛知県郡部）
- 福岡精一（愛知県郡部）
- 鈴木友治郎（愛知県郡部）
- 後藤文一郎（愛知県郡部）
- 高浜与七（愛知県郡部）
- 大井卜新（三重県郡部）
- 高橋政右衛門（滋賀県郡部）
- 島田保之助（滋賀県郡部）
- 川崎安之助（京都府郡部）
- 木戸豊吉（京都府郡部）
- 有本国蔵（大阪市）
- 乾亀松（大阪府郡部）
- 坪田十郎（神戸市）
- 神戸松之輔（姫路市）
- 井上僖作朗（奈良県郡部）
- 山口熊野（和歌山県郡部）

- 神前修三（和歌山県郡部）
- 千田軍之助（和歌山県郡部）
- 木下義之（鳥取市）
- 園山勇（島根県郡部）
- 河上英（島根県郡部）
- 向坂弘（島根県郡部）
- 中沼信一郎（隠岐）
- 川島亀夫（岡山県郡部）
- 麦田宰三郎（広島県郡部）
- 世良静一（広島県郡部）
- 富島暢夫（広島県郡部）
- 望月圭介（広島県郡部）
- 徳田譲甫（山口県郡部）
- 山田桃作（山口県郡部）
- 河野郁太郎（山口県郡部）
- 岩本晴之（徳島市）
- 橋本久太郎（徳島県郡部）
- 田中定吉（高松市）
- 原岡永江（香川県郡部）
- 西山彰（香川県郡部）
- 景山甚右衛門（香川県郡部）
- 夏井保四郎（愛媛県郡部）
- 高山長幸（愛媛県郡部）

- 細川義昌（高知県郡部）
- 町田旦竜（高知県郡部）
- 太田清蔵（福岡市）
- 古賀庸蔵（小倉市）
- 古野孫太郎（福岡県郡部）
- 熊本寿人（福岡県郡部）
- 庄野金十郎（福岡県郡部）
- 有田源一郎（佐賀県郡部）
- 木下吉之丞（長崎県郡部）
- 辻川与一右衛門（長崎県郡部）
- 古森泰（対馬）
- 高森新（熊本県郡部）
- 三浦覚一（大分県）
- 坂元英俊（宮崎県）
- 山岡国吉（鹿児島市）
- 鮫島慶彦（鹿児島県郡部）
- 肥後幸盛（鹿児島県郡部）
- 高原篤行（鹿児島県郡部）
- 坂本元明（大島）

立憲国民党
47名
- 首藤陸三（宮城県郡部）
- 荒谷桂吉（秋田県郡部）
- 国井庫（山形県郡部）
- 加藤正英（山形県郡部）
- 平島松尾（福島県郡部）
- 大津淳一郎（茨城県郡部）
- 木村格之輔（茨城県郡部）
- 津久居彦七（栃木県郡部）
- 関田嘉七郎（栃木県郡部）
- 笹治元（前橋市）

- 中島祐八（群馬県郡部）
- 卜部喜太郎（埼玉県）
- 藤代市之輔（千葉県）
- 関和知（千葉県）
- 天野董平（山梨県郡部）
- 高橋文質（新潟県郡部）
- 山田又七（新潟県郡部）
- 長場龍太郎（新潟県郡部）
- 佐藤貞雄（新潟県郡部）
- 岡崎佐次郎（富山県郡部）

- 西能源四郎（富山県郡部）
- 神保東作（富山県郡部）
- 久保田与四郎（長野県郡部）
- 松野祐次郎（岐阜県郡部）
- 森田勇次郎（静岡県郡部）
- 河井重藏（静岡県郡部）
- 鈴木仙太郎（愛知県郡部）
- 三浦逸平（愛知県郡部）
- 武田貞之助（滋賀県郡部）
- 藤井善助（滋賀県郡部）

- 日野国明（大阪市）
- 水野正巳（兵庫県郡部）
- 内藤利八（兵庫県郡部）
- 竹田文吉（兵庫県郡部）
- 佐野春五（兵庫県郡部）
- 鹿島秀麿（兵庫県郡部）
- 森正（奈良県郡部）
- 服部綾雄（岡山市）
- 入江武一郎（岡山県郡部）
- 佐々木安五郎（山口県郡部）

- 村松恒一郎（愛媛県郡部）
- 仙石貢（高知市）
- 藤崎朋之（高知県郡部）
- 福本誠（福岡県郡部）
- 豊増竜次郎（佐賀市）
- 鈴木力（長崎市）
- 倉光藤太（長崎県郡部）

中央倶楽部
28名
- 小橋栄太郎（函館区）
- 小野崎耕夫（岩手県郡部）
- 近江谷栄次（秋田県郡部）
- 柴四朗（若松市）
- 堀江覚治（福島県郡部）
- 鈴木久五郎（高崎市）
- 江間俊一（東京市）
- 山根正次（東京市）
- 斎藤巳三郎（新潟市）
- 牧野平五郎（富山市）

- 中村弥六（長野県郡部）
- 千早正次郎（岐阜市）
- 岡井藤之丞（岐阜県郡部）
- 八束可海（静岡県郡部）
- 鈴木摠兵衛（名古屋市）
- 木村省吾（京都市）
- 森秀次（大阪府郡部）
- 福留清四郎（鳥取県郡部）
- 岡崎運兵衛（松江市）
- 竹内正志（岡山県郡部）

- 加治寿衛吉（丸亀市）
- 森肇（愛媛県郡部）
- 浅野陽吉（久留米市）
- 永野静雄（佐賀県郡部）
- 内野延（熊本県郡部）
- 紫垣一雄（熊本県郡部）
- 木村義賢（熊本県郡部）
- 川越進（宮崎県）

中立
14名
- 磯部保次（茨城県郡部）
- 堀谷左治郎（横浜市）
- 梅原良（神奈川県郡部）
- 神藤才一（神奈川県郡部）
- 中野武営（東京市）

- 中村豊次郎（三重県郡部）
- 石橋為之助（大阪市）
- 多木久米次郎（兵庫県郡部）
- 横山金太郎（広島県郡部）
- 松尾寅三（下関市）

- 飯田精一（山口県郡部）
- 加藤恒忠（松山市）
- 石田平吉（門司市）
- 佐藤庫喜（大分県）